# Comté de Pallars
 (avril 2025).
Si vous disposez d'ouvrages ou d'articles de référence ou si vous connaissez des sites web de qualité traitant du thème abordé ici, merci de compléter l'article en donnant les références utiles à sa vérifiabilité et en les liant à la section « Notes et références ».
920–1011
Entités précédentes :
- Comté de Toulouse

Entités suivantes :
- Comté de Pallars Sobirà
- Comté de Pallars Jussà

Le comté de Pallars était un territoire de la Marche d'Espagne, pendant la première moitié du XIe siècle.
Ce comté est situé dans le bassin supérieur de la Noguera Pallaresa, entre la crête des Pyrénées et la ville de Tremp, comprenant notamment le val d'Àneu, celui de Cardós et celui de Vall Ferrera ainsi que la rive gauche de la Noguera Ribagorzana et le val de Flamicell.

## Le domaine des comtes de Toulouse

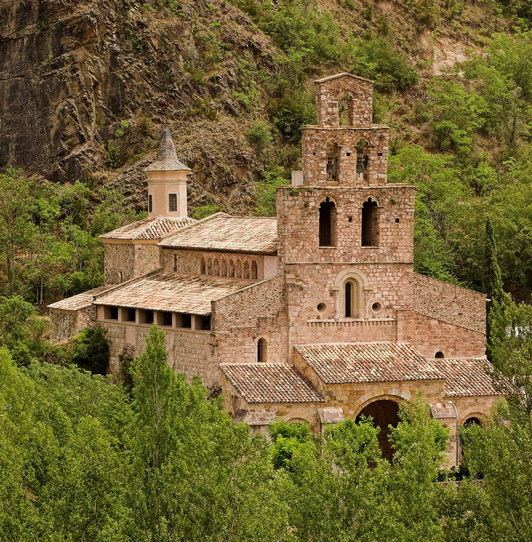
Monastère de Santa María de Gerri.

Au début du IXe siècle, le comte Guillaume Ier de Toulouse conquiert les territoires de Pallars et Ribagorce aux Maures, les rattachant au comté de Toulouse en une seule unité administrative.
À Pallars et dans la région, les comtes de Toulouse disposent d'un pouvoir proche de celui d'un souverain, et ils concèdent aux monastères de la région des privilèges similaires à ceux accordés par la cour carolingienne. Sous le règne des comtes de Toulouse, plusieurs monastères sont fondés : celui de Gerri dans la vallée de la Noguera Pallaresa, celui de Senterada dans le val de Flamicell, et celui d'Alaó sur la Noguera Ribagorzana.
Un précepte de Charlemagne intègre la Ribagorce et le Pallars au sein de l'évêché d'Urgell.

## L'indépendance du Pallars et de la Ribagorce
Le contrôle des comtes de Toulouse sur les domaines du Pallars et de la Ribagorce est mal accepté par les familles de la noblesse locale. Ainsi, en 833, Aznar Ier Galíndez, comte d'Urgell et de Cerdagne, s'empare de ces territoires. Après avoir perdu les comtés d'Urgell et de Cerdagne, accordés à Sunifred Ier par Louis le Pieux en 834, Aznar conserve le Pallars et la Ribagorce jusqu'en 844, date à laquelle il en est expulsé par le comte Frédol de Toulouse.

Les comtés de Pallars Sobirà et Jussà au sein des comtés catalans du.

La volonté d'indépendance persiste néanmoins. En 872, un noble de la région, Raymond de Pallars-Ribagorce, profite de troubles au sein du comté de Toulouse après l'assassinat du comte Bernard II de Toulouse par les hommes de Bernard Plantevelue pour créer son propre comté.
Raymond de Pallars-Ribagorce (872-920) est le fils du comte Loup de Bigorre et le petit-fils de Loup Centulle. Afin de renforcer son pouvoir, Raymond établit un évêché à Pallars grâce aux intrigues de l'évêque Esclua et cherche des alliés contre les comtes de Toulouse qui cherchent à reprendre le contrôle de leurs territoires au sud des Pyrénées. Le comte de Pallars-Ribagorce les trouve dans les pays voisins : la Navarre - en 905, il participe au complot qui installe son neveu Sanche sur le trône ; à Saragosse, il tisse des liens avec la famille des Banu Qasi. Cependant, en 904, Lubb ibn Muhammad, membre de ces derniers, rompt avec les engagements pris par son père et attaque le comté.  En 907, une nouvelle expédition, commandée par Musa Aznar ibn al-Tawil, wale de Huesca, se saisit de Ribagorce de Roda i Montpedrós et conduit le comté à abandonner la politique d'entente avec les Maures.
À la mort de Raymond Ier, en 920, ses domaines sont partagés entre ses fils, Miró et Bernard règnent sur la Ribagorce, alors qu'Isarn et Loup gouvernent ensemble le comté de Pallars.

## La dynastie de Pallars
Isarn de Pallars (920-948) n'a qu'un fils, Guillaume, qui meurt sans descendance ; Loup de Pallars (920-963) épouse Goltra, la fille de Miró de Cerdagne. La dynastie de Pallars rejoint ainsi la lignée de descendants de Guifred Ier dit le Velu. En 963, le comté de Pallars appartient aux enfants de ce mariage - Raymond, Borrell et Sunyer - cousins du comte de Besalú Bernard Taillefer et de Guifred II de Cerdagne. À la mort de Sunyer Ier de Pallars (1011), qui avait survécu à ses frères, la propriété du comté passe à ses deux enfants. Sunyer ayant pris soin de le diviser pour éviter toute querelle fratricide, donne à Raymond III (1011-1047) le Pallars Jussà, et à Guillaume II (1011-1035) le Pallars Sobirà. À partir de cette date, l'ancien comté de Pallars est scindé en deux comtés, celui de Pallars Jussà et celui de Pallars Sobirà.
Le comte Raymond III de Pallars Jussà épouse Mayor, fille de García Ier de Castille. Le mariage a lieu dans le comté de Pallars. Il dure jusqu'en 1025, date à laquelle Mayor est contrainte de retourner en Castille, pour y devenir la comtesse-abbesse du monastère de San Miguel de Pedroso.

## Liste des comtes de Pallars (IXe-XIesiècles)
- Raymond Ier de Pallars-Ribagorce (870-920)
- Loup de Pallars (920-947)
- Isarn Ier de Pallars (920-948)
- Raymond II de Pallars (948-995)
- Borrell Ier de Pallars (948-995)
- Ermengol Ier de Pallars (995-1010)
- Sunyer Ier de Pallars (948-1011)

## L'évêché de Pallars
En 888, grâce aux intrigues d'Esclua, évêque intrus d'Urgell et évêque métropolitain de la région de Tarragone, et à l'instigation du comte Raymond, l'évêché de Pallars est créé, soustrayant les territoires de Pallars et Ribagorce à l'autorité des évêques d'Urgell.
Le synode d'Urgell (892) contraint Esclua à renoncer à l'évêché d'Urgell. Il y est également décidé que l'évêché de Pallars ne subsisterait que pendant la durée de la vie de son titulaire Adolphe de Pallars. Pourtant, Ato de Pallars, fils du comte Raymond, succède à Adolphe et gouverne le diocèse jusqu'à sa mort en 949. L'évêché de Pallars est alors réincorporé à l'évêché d'Urgell.